# 야마가타 방송

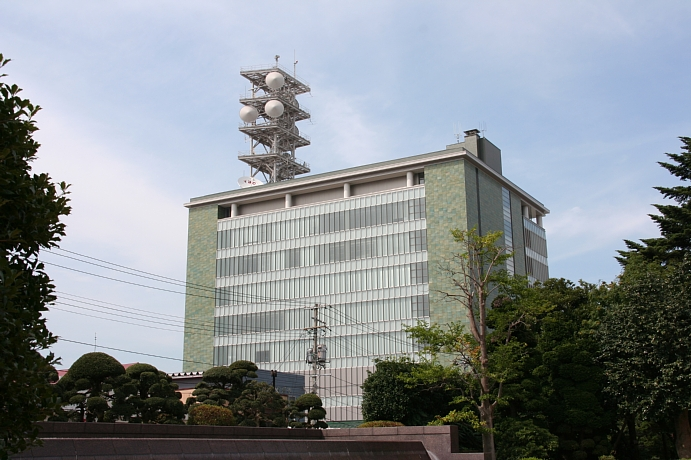
야마가타 방송

야마가타 방송은 야마가타현에 처음 세워진 민영방송국으로 라디오 방송국은 1953년 10월 15일, 텔레비전 방송국은 1960년 3월 16일에 개국했다.
줄여서 YBC라고 부르며, 라디오 콜사인은 JOEF, 텔레비전 콜사인은 JOEF-(D)TV이다.

## 개요
- 1953년 라디오방송국으로 개국하였으며(호칭·라디오야마가타) 1960년 텔레비전 방송 개시.당초에는 니혼TV를 중심으로 한 오픈 네트워크 방송국 이었다.
이는 당시 야마가타현의 유명사업가인 핫토리 요시오가 요미우리 신문 사장이었던 쇼리키 마쓰타로의 경영 자세에 공감을 가지고 있었다는 설과 배후에 있는 신문사간의 관계(니혼TV=요미우리 신문, 라디오도쿄 TV=마이니치 신문)를 감안했다는 이야기도 있다.
- NNN·ANN 크로스넷방송국이었던 때에는 니혼TV, TV 아사히 프로그램이 6：4의 비율로 방송되고 있었고 TV-U 야마가타 개국 전까지 일부 도쿄 방송 프로그램도 방송되고 있었다.1993년 YTS의 네트워크 체인지(FNN→ANN)에 의해 NNN 완전가맹국이 된다.이 네트워크 체인지의 배경은 알려지지 않고있으나 YTS의 부채를 TV 아사히가 인수할 때의 교환 조건이었다고 하는 설도 있다.
- 라디오 방송국은 개국 당초, 당시의 핫토리 사장이 닛폰방송의 시카나이 노부타카(후지 TV의 사장이기도 했다)와 친밀했기 때문에, 닛폰방송과 네트워크를 연결하고 있었다.1965년 이후에는 JRN와NRN의 크로스 넷 방송국이다.
- 인력절감을 도모하기 위해 전송신소의 무인화·리모트 콘트롤화를 일본에서 처음으로 실시했다.
- 니혼TV 계열국이면서 요미우리 신문과의 자본 관계는 없다(야마가타 TV가 요미우리 신문과 자본 관계를 맺고 있다).
- 안동문화방송과 자매결연을 맺고 있다.

## 연혁
- 1953년 10월 15일 일본에서 28번째에 라디오 방송 개시.
- 1960년 3월 16일 텔레비전 방송 개시.당시에는 니혼TV를 주체로 한 프리 네트워크 방송국이었다.
- 1966년 4월 1일 NNN에 가맹.
- 1968년 4월 1일 - 텔레비전 컬러 방송 개시
- 1970년 4월 1일 야마가타 TV 개국에 의해 후지 TV 프로그램 전체와 NET-TV 프로그램 일부가 야마가타 TV에 이행.(10년 후인 1980년 4월 1일에 야마가타 TV에서 뉴스 프로그램이 반대로 이행된다.)
- 1980년 4월 1일 ANN에 가맹하면서 TV 아사히와 크로스 넷 관계를 맺는다.
- 1989년 10월 1일 TV-U 야마가타 개국에 의해TBS 프로그램이 TV-U 야마가타로 이행.
- 1993년 3월 31일 이 날을 마지막으로 ANN 탈퇴.
- 1993년 4월 1일 야마가타 TV가 FNN계열 방송국에서 ANN계열 방송국이 되면서, 완전한 니혼TV 가맹국이 되었다.
- 2005년 12월 1일 지상 디지털 텔레비전 방송(JOEF-DTV) 개시(NHK 야마가타·TUY와 동시 실시).
- 2006년 4월 1일 원세그개시.
- 2011년 7월 24일 아날로그 텔레비전 방송 종료. 이와 더불어 쓰루오카 텔레비전 중계국에 부여된 호출 부호 "JOEL-TV" 폐지.
- 2018년 10월 15일 - FM 보완 방송 시작

## 라디오
방송 시간은 24시간(월요일 새벽 1:00 - 4:00 사이 제외).방송기점은 오전 5시이며 월요일만 오전 4시이다.

### 라디오 주파수
| 방송국·중계국          | 콜사인 | 주파수  | 출력 | 비고 |
| ---------------------- | ------ | ------- | ---- | ---- |
| 야마가타 방송국        | JOEF   | 918kHz  | 5kW  |      |
| 야마가타 FM 보완중계국 | -      | 92.4MHz | 1kW  |      |
| 쓰루오카 중계국        | -      | 918kHz  | 1kW  |      |
| 요네자와 중계국        | -      | 918kHz  | 1kW  |      |
| 신조 중계국            | -      | 918kHz  | 1kW  |      |
| 사카타 중계국          | -      | 918kHz  | 500W |      |
| 오구니 중계국          | -      | 918kHz  | 100W |      |

#### 비고
- 미야기현 대다수지역, 후쿠시마현 일부 지역에서도 수신할 수 있다.
- 이전에는 중파방송 중계국마다 주파수가 달라 쓰루오카 중계국의 경우에는 독자적인 콜사인(JOEL)을 가지고 있었지만, 1989년 5월 25일 내륙지역 중계국이, 1995년 9월 18일 쇼나이지역 중계국도 주파수가 모두「918kHz」로 통일되었다.[1]
- 현내 공립고등학교 입시 합격 결과를 학교명·합격자 이름을 포함해 아나운서가 읽어주는 프로그램이 있어서 야마가타 본국(JOEF)이 내륙지방의 고등학교, 쓰루오카 중계국(JOEL)이 쇼나이 지방의 고등학교의 정보를 내보냈으나, 현재는 중계국 동일 주파수화와 개인 정보 보호를 중시하여 방송되지 않는다.
- 1960년부터 65년 10월까지 「정밀 동일 주파수 방송 실용화 시험국」이 설치되어 「JO8AB」라는 콜사인으로 쓰루오카에서 야마가타와 같은 920Kc 로 방송을 하고 있었다.
이는 당시의 최첨단 기술이자 현재의 쓰루오카·사카타 정밀 동기 방송(1098kHz)의 전신이며 일본 AM라디오 방송국 동일 주파수 방송의 주춧돌 역할을 하였다.
- 아직 일본에 방송 네트워크의 개념이 없었던 민방 라디오 초창기에 닛폰방송의 낮와이드 프로를 일본에서 처음으로 동시방송하거나 도쿄에서 중계되던 홋카이도 방송의 뉴스 프로그램을 방송하는 등 당시로서는 선진적인 시도를 실시했다.
- 삿포로 TV 방송이 라디오 방송을 개시하기 전에 STV 사원이 라디오 방송의 현장 연수를 실시했고 그때의 경험 덕분에 삿포로 TV 방송은 후발 방송국임에도 불구하고 고청취율 프로그램 제작이 가능했다고 한다.

## 텔레비전

### 텔레비전 네트워크의 변천
- 1960년 3월 16일 텔레비전방송 개시.니혼TV·도쿄 방송·후지 TV·NET-TV와 크로스 넷관계를 맺었으며 뉴스도 골라서 방송하는 프리 네트워크 체제였다.
- 1966년 4월 1일 이 날 발족한 NNN에 가맹. 뉴스는 니혼TV 중심으로 방송하고 다른 프로그램은 예전처럼 방송했다.
- 1967년 6월 민간방송 교육협회에 가맹.
- 1970년 4월 1일 야마가타 TV 개국에 의해 후지 텔레비전 프로그램이 중단되었고 동시에 NET-TV의 프로그램 일부가 야마가타 테레비로 이행되었다.
- 1972년 이 해 발족한 NNS에 가맹.
- 1980년 4월 1일 야마가타 TV가 ANN을 탈퇴하고 후지 텔레비전 단독 방송국이 되었기 때문에 TV 아사히 프로그램이 이행된다. 이때 ANN에 가맹했기 때문에 뉴스는 NNN·ANN 크로스 넷 방송국이 된다.덧붙여 편성상 방송할 수 없게 된 니혼TV 프로그램은 야마가타 TV에서 방송하게 된다.
- 1989년 10월 1일 TV-U 야마가타의 개국에 의해 TBS계열 프로그램이 중단된다.
- 1993년 4월 1일 야마가타 TV가 후지 텔레비전 가맹국에서 TV아사히 완전가맹국이 되었기 때문에 ANN을 탈퇴하는 동시에 편성에서 민간방송 교육협회제작분을 제외한 TV아사히 프로그램 방송이 중단되어 NNN·NNS완전가맹국이 되었고 이에 따라 야먀가타 TV에서 방송되던 니혼TV 프로그램을 다시 방송하게 된다.

### 송신소 건설당시 에피소드
텔레비전 방송 초기, 쇼나이 지역에 텔레비전 방송을 시작하려 할 때 쓰루오카 송신소까지 영상을 전송하는 일이 큰 문제가 되었다. 왜냐하면 내륙지역과 쇼나이지역 사이에는 2000m 정도 되는 산이 있어서 직접적인 화상 전송이 불가능했기 때문이다.
당시에는 이러한 경우 일본전신전화공사(현재의 NTT)의 마이크로회선을 임대해 사용하든가자사관리 마이크로회선을 구축하는 것이 보통이었지만 이 방법을 쓰려면 고액의 비용이 필요해 야마가타방송에서는 야마가타 키 스테이션과 쓰루오카 송신소의 전파를 모두 수신할 수 있는 신조시에 있는 해발 1000m정도되는 산 정상에 중계소를 설치한 뒤 야마가타의 전파를 신조쪽에서 수신해 그것을 쓰루오카로 수신하는 방법을 고안했는데 이것이 일본의 방송국 사이에서 주목을 받아 다른 현에 있는 방송국에서도 같은 방법을 사용하게 되었다.
여담이지만, 신조중계소 건설 당시 사장이었던 핫토리 요시오가 자위대에 토목공사를 수탁해 근처에 있던 부대가 등산로조차 없는 높은 산의 산 꼭대기가지 차도를 만들어가며 공사를 했다하며 이 공사를 위해 규슈에 있는 부대에 배치되어 있던 당시 일본 최대의 대형 헬리콥터를 써서 기재 반입을 실시했다고 한다.

## 해외 제휴국
- 대한민국 안동문화방송
- 중국 허난전시대(河南电视台)
- 미국 KCNC-TV
- 오스트레일리아 서던 크로스 텔레비전
- 폴란드 포즈난 방송
- 그리스 크레테 TV

## 야마가타현에 있는 다른 텔레비전·라디오 방송국
- NHK 야마가타 방송국
- 야마가타 TV(YTS)(TV 아사히 계열)
- TV-U 야마가타(TUY)(도쿄 방송 계열)
- 사쿠란보 TV(SAY)(후지 TV 계열)
- FM야마가타(JFN 계열)